# Selet (Jörns socken, Västerbotten, 723798-169622)
Selet är en sjö i Skellefteå kommun i Västerbotten och ingår i Kågeälvens huvudavrinningsområde. Sjön har en area på 0,0696 kvadratkilometer och ligger 313 meter över havet. Sjön avvattnas av vattendraget Storträskån.

## Delavrinningsområde
Selet ingår i det delavrinningsområde (723963-169460) som SMHI kallar för Inloppet i Storträsket. Medelhöjden är 335 meter över havet och ytan är 9,79 kvadratkilometer. Det finns inga avrinningsområden uppströms utan avrinningsområdet är högsta punkten. Storträskån som avvattnar avrinningsområdet har biflödesordning 2, vilket innebär att vattnet flödar genom totalt 2 vattendrag innan det når havet efter 91 kilometer. Avrinningsområdet består mestadels av skog (65 procent) och sankmarker (22 procent). Avrinningsområdet har 0,89 kvadratkilometer vattenytor vilket ger det en sjöprocent på 9,1 procent.